# Chum Kiu
Chum Kiu es la segunda forma de wing chun, famoso estilo de kung-fu del sur de China
Complementa a Siu Nim Tao, al desarrollar ciertas técnicas básicas contenidas en ella e introducir algunos desplazamientos, y pateos, nos enseña además, a corregir la postura, sentir el balance, y ver con claridad el centro de gravedad del otro. Esta forma es esencial en el aprendizaje del wing chun, puesto que es el puente que vincula la primera forma con la tercera, si este puente no está bien construido, la tercera forma carecerá de argumentos y claridad.